# 中国残疾人福利基金会
中国残疾人福利基金会是中国大陆一家以服务残疾人为主的全国性公募基金会，1984年3月15日经中华人民共和国国务院批准在北京成立。主管部门为中国残疾人联合会。

## 宗旨
弘扬人道，奉献爱心，全心全意为残疾人服务。

## 理事会
- 名誉理事长：刘华清（已去世）
- 会长: 邓朴方（2008年離任）、王鲁光（已去世）
- 理事长: 汤小泉
- 副理事长: 吕力、邢建绪、王名、凌晓光、刘德华
- 秘书长: 费薇
- 监事长: 刘雪冬
- 监事: 王梅梅 岳纪荣

## 活动
- 协助政府进行首次全国残疾人抽样调查和参与起草《中华人民共和国残疾人保障法》。
- 配合实施残疾人八五、九五、十五、十一五、十二五计划。
- 协助进行李嘉诚的《长江新里程计划》项目。
- 集善嘉年华
  - 一项以“助无助者”为目标的主题善款的公益演出和慈善活动，自2004年起，每年一届，到2010年为止募集善款2亿多元人民币。
- 信息无障碍
  - 为响应联合国亚太经社会的《琵琶湖千年行动纲要》，中国于2004年开始每年举办一届“中国信息无障碍论坛”。
- “爱心永恒 启明行动”公益项目
  - 2006年6月发起，募集资金，为贫困白内障盲人免费做复明手术。
- 助听行动
  - 中国有0-6岁听力残疾儿童13.7万，多数需要植入人工耳蜗，在“听力重建 启聪行动”项目中，共接收王永庆捐赠人工耳蜗985套。从2006年起，基金会与相关公司合作，捐赠助听器11250台。
- “扶残助学春雨行动”大型公益行动
  - 2002年发起，资助中国中西部地区贫困残疾儿童少年接受义务教育。
- “集善扶贫健康行”全国性公益活动
  - 2016年发起，开展白内障复明、聋儿语训、孤独症、骨关节疾病康复等医疗救助项目。